# La Ermita, Hidalgo
La Ermita är en ort i Mexiko.   Den ligger i kommunen Tepetitlán och delstaten Hidalgo, i den sydöstra delen av landet, 90 km norr om huvudstaden Mexico City. La Ermita ligger 2 042 meter över havet och antalet invånare är 262.
Terrängen runt La Ermita är kuperad åt nordväst, men åt sydost är den platt. Runt La Ermita är det ganska tätbefolkat, med 185 invånare per kvadratkilometer. Närmaste större samhälle är Tula de Allende, 12,5 km söder om La Ermita. Omgivningarna runt La Ermita är en mosaik av jordbruksmark och naturlig växtlighet.